# Jamie Hsu
Jamie Hsu (6 de septiembre de 2000) es una deportista estadounidense que compite en bádminton. Ganó una medalla de plata en los Juegos Panamericanos de 2019, en la prueba de dobles.

## Palmarés internacional
| Juegos Panamericanos | Juegos Panamericanos | Juegos Panamericanos | Juegos Panamericanos |
| Año                  | Lugar                | Medalla              | Prueba               |
| -------------------- | -------------------- | -------------------- | -------------------- |
| 2019                 | Lima (Perú)          | Medalla de plata     | Dobles               |